# J'Son
J'Son é um cantor de R&B que assinou com a Hollywood Records nos anos 90. Ele alcançou o Hot 100 da Billboard com três singles: "Take a Look" (#74), "I'll Never Stop Loving You" (#62) e "I Should Cheat on You" (#81). Britney Spears fez uma versão cover de "I'll Never Stop Loving You" que está como B-Side no single "(You Drive Me) Crazy" de 1999.